# Flykten från hönsgården
Flykten från hönsgården (engelska: Chicken Run) är en brittisk-amerikansk stop motion-animerad film från 2000 i regi av Peter Lord och Nick Park. Filmen är inspirerad av ett flertal klassiska filmer, däribland Den stora flykten. Filmen är animerad av Aardman Animations och inledde studions samarbete med amerikanska DreamWorks.

## Handling
Filmen handlar om ett gäng hönor som lever ett tufft liv på en hönsgård som mer liknar ett interneringsläger. En av hönorna – Jenny (Ginger) – har tröttnat på att de som inte lägger ägg blir nackade. Hon gör många försök att rymma, men blir alltid infångad av Mr. Willard Tweedy, bonden.
En kväll dyker en tupp vid namn Rocky upp från skyn. Han fullkomligt flyger in i inhägnaden och ger Jenny en idé. Jenny ber honom att lära dem att flyga. Till slut ger han sig och lovar att han skall lära dem att flyga.
Sedan kommer en lastbil med en massa lådor till gården. Mr. och Mrs. Melisha Tweedy höjer hönornas matransoner och ingen höna straffas längre för dålig äggläggning. Livet verkar ha blivit lättare för hönsen, men Jenny anar oråd, och – mycket riktigt – snart visar det sig att det är en pajmaskin som har byggts.
Mr. och Mrs. Tweedy planerar att göda hönsen och göra pajer av dem allihopa.

## Rollista i urval
| Roll                | Originalröst       | Svensk röst         |
| ------------------- | ------------------ | ------------------- |
| Ginger/Jenny        | Julia Sawalha      | Sharon Dyall        |
| Rocky               | Mel Gibson         | Kjell Bergqvist     |
| Mrs. Melisha Tweedy | Miranda Richardson | Eva Rydberg         |
| Mr. Willard Tweedy  | Tony Haygarth      | Sven Melander       |
| Titus Fowler/Fjäder | Benjamin Whitrow   | Björn Granath       |
| Mac                 | Lynn Ferguson      | Anna-Maria Hallgarn |
| Babs                | Jane Horrocks      | Elin Abelin         |
| Bunty/Klara         | Imelda Staunton    | Gizela Rasch        |
| Nick/Knyck          | Timothy Spall      | Lasse Brandeby      |
| Fetcher/Snatte      | Phil Daniels       | Lars Dejert         |